# Maria ile Mustafa
Maria ile Mustafa ist eine türkische Fernsehserie, die 2020 auf ATV ausgestrahlt wurde.

## Inhalt
Die Serie handelt von einer Liebesgeschichte zwischen der Kolumbianerin Maria, die in die Türkei zog, und Mustafa, der aus einer reichen Familie stammt. Die Serie erzählt die Schwierigkeiten der beiden Liebespaare, da sie aus verschiedenen Kulturen stammen.

## Veröffentlichung
Die Serie wurde von 6. September 2020 bis 27. Dezember 2020 auf ATV ausgestrahlt. In den Hauptrollen spielen Jessica May, Hilmi Cem İntepe, Haki Biçici, Ezgi Çelik und Ceyhun Mengiroğlu. Regie führte Faruk Teber. Das Drehbuch schrieb Birol Elginöz und der Produzent war Mehmet Yiğit Alp. Gedreht wurde die Serie in Ürgüp.

## Besetzung
| Schauspieler      | Rolle                   | Folge |
| ----------------- | ----------------------- | ----- |
| Jessica May       | Maria Yıldırım Candemir | 1–17  |
| Hilmi Cem İntepe  | Mustafa Candemir        | 1–17  |
| Haki Biçici       | Şahin Candemir          | 1–17  |
| Ezgi Çelik        | Nadire Candemir         | 1–17  |
| Ceyhun Mengiroğlu | Görkem Karadağ          | 14–17 |

## Episodenliste
| Nr. | Deutscher Titel | Originaltitel          | Erstausstrahlung | Regie        | Drehbuch                  |
| --- | --------------- | ---------------------- | ---------------- | ------------ | ------------------------- |
| 1   | -               | Maria ile Mustafa      | 6. Sep. 2020     | Faruk Teber  | Birol Elginöz             |
| 2   | -               | Maria ile Mustafa      | 13. Sep. 2020    | Faruk Teber  | Birol Elginöz             |
| 3   | -               | Maria ile Mustafa      | 20. Sep. 2020    | Faruk Teber  | Birol Elginöz             |
| 4   | -               | Aşk İçin               | 27. Sep. 2020    | Faruk Teber  | Birol Elginöz             |
| 5   | -               | Vazgeçmem Senden       | 4. Okt. 2020     | Faruk Teber  | Birol Elginöz             |
| 6   | -               | Büyük Sırrım           | 11. Okt. 2020    | Bahadır İnce | Birol Elginöz             |
| 7   | -               | Sen Ölürsen            | 18. Okt. 2020    | Bahadır İnce | Aynur Erdoğan, Seda Çakır |
| 8   | -               | Gönlüm Seni İstiyor    | 25. Okt. 2020    | Bahadır İnce | Aynur Erdoğan, Seda Çakır |
| 9   | -               | Hiç Vazgeçmedim        | 1. Nov. 2020     | Bahadır İnce | Aynur Erdoğan, Seda Çakır |
| 10  | -               | Kalbimin Yarısı        | 8. Nov. 2020     | Bahadır İnce | Aynur Erdoğan, Seda Çakır |
| 11  | -               | Geçmişin İntikamı      | 15. Nov. 2020    | Bahadır İnce | Aynur Erdoğan, Seda Çakır |
| 12  | -               | Sevmek Yetmez          | 22. Nov. 2020    | Bahadır İnce | Aynur Erdoğan, Seda Çakır |
| 13  | -               | Sevmenin Bedeli        | 29. Nov. 2020    | Bahadır İnce | Aynur Erdoğan, Seda Çakır |
| 14  | -               | Unutulmaz Acı          | 6. Dez. 2020     | Bahadır İnce | Aynur Erdoğan, Seda Çakır |
| 15  | -               | İntikam Yemini         | 13. Dez. 2020    | Bahadır İnce | Aynur Erdoğan, Seda Çakır |
| 16  | -               | Hayat Oyunu            | 20. Dez. 2020    | Bahadır İnce | Aynur Erdoğan, Seda Çakır |
| 17  | -               | Maria ile Mustafa Veda | 27. Dez. 2020    | Bahadır İnce | Aynur Erdoğan, Seda Çakır |